# Велислав
Велисла́в (болг. Велислав) — село в Болгарии. Находится в Бургасской области, входит в общину Сунгурларе. Население составляет 136 человек.
Названо в честь болгарского партизана Велислава Драмова.

## Политическая ситуация
Велислав подчиняется непосредственно общине и не имеет своего кмета.
Кмет (мэр) общины Сунгурларе — Георги Стефанов Кенов (Движение за права и свободы (ДПС)) по результатам выборов.